# 星来芽依
星来 芽依（せいら めい、2002年4月23日 - ）は、日本の女性プロレスラー。
静岡県伊東市出身。スターダム所属。血液型AB型。

## 所属
- Marvelous（2018年 - 2021年）
- スターダム（2023年 - ）

## 来歴・戦績

### マーベラス
2018年

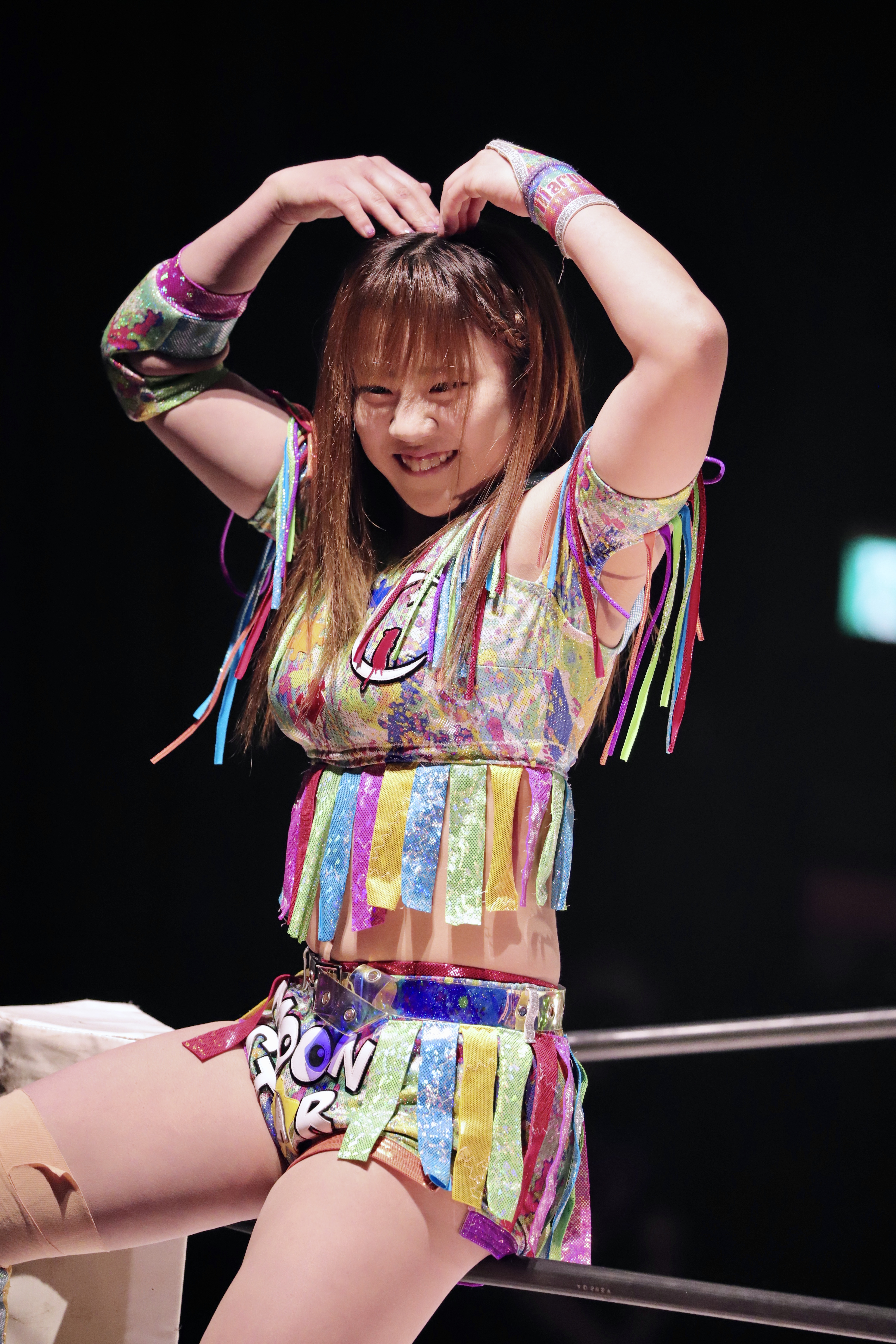
2021.02.12 撮影

- 長与千種に憧れ、16歳でMarvelousに入門[2]。
- 11月18日、星月 芽依（ほしづき めい）のリングネームで、Marvelous札幌ススキノ・マルスジム大会における渡辺智子戦でデビュー。最後はラリアットで敗れる。

2019年
- 10月21日、Marvelous新木場1stRING大会にて、試合中に自身の鼻と試合相手の頭がバッティングしてしまい、後に鼻の腫れが生じ、翌日病院にて鼻骨骨折と診断。全治3週間から4週間。

2020年
- デビュー3年未満の若手12名がエントリーしたセンダイガールズプロレスリング主催の「じゃじゃ馬トーナメント2020」に出場し、9月22日に行われた決勝で愛海を下して優勝した[3]。
- 9月28日、スターダム後楽園大会に参戦。6人タッグながらハイスピード王者のAZMから勝利を奪う[4]。
- 11月22日、センダイガールズプロレスリング仙台PIT大会にて愛海が保持するセンダイガールズワールドジュニアチャンピオンに挑戦し勝利。第6代王者になる。
- 12月20日、スターダム大阪大会にて、AZMの持つハイスピード王座に挑むも敗れる[4]。

2021年
- 6月13日、大田区総合体育館にて行なわれたGAEA JAPAN旗揚げ25周年記念興行『GAEAISM』において、仙女の岡優里佳とのセンダイガールズワールドジュニアチャンピオンの防衛戦に挑むも敗戦、王座から陥落する。
- 同日、門倉凛、桃野美桜と組み、GAEA JAPANの至宝であるAAAWシングル王座とAAAWタッグ王座のAAAW王座と、仙女の至宝であるセンダイガールズワールドシングルチャンピオンシップとセンダイガールズワールドタッグチームチャンピオンシップの両王座を懸けてセンダイガールズプロレスリングのDASH・チサコ、岩田美香、橋本千紘と対戦。最後は橋本と桃野の一騎打ちとなり、桃野が橋本に敗戦、AAAW王座の権利の獲得を逃した。
- 8月31日をもって、Marvelousを退団。

### スターダム
2023年
- 4月3日、スターダムの横浜アリーナ大会の記者会見にスターライト・キッドのタッグパートナーとして現れ、リングネームを星来 芽依（せいら めい）に改名すると発表した[5]。
- 4月23日の横浜アリーナ大会で復帰し、タッグマッチでAZMからフォールを奪う。5月4日の福岡国際センターではAZMの持つハイスピード王座に挑戦するが再び敗れた。その後もスターダムに正式所属し、ハイスピード王座戦線に名乗りを上げている[4]。

2024年
- 7月27日、新ユニット「NEO GENESIS」結成[6]。

## ニックネーム
マーベラス時代から旧リングネームの星月芽依から「星」と「月」をとって『ムーン・スター』というニックネームを使用。星来芽依に改名し、復帰。スターダムに所属後も使用を続けていたが、新ユニットNEO GENESISの初お披露目（2024年7月27日）から「究極の流れ星」の意を持つ『Ultimate Shooting Star』という新しいニックネームがついた。

## タイトル歴
スターダム
- 第24代、第27代ハイスピード王座
- 第31代ゴッデス・オブ・スターダム王座
  - w / 鈴季すず
- 新春ユニット対抗リーグ戦 優勝（2025年）

センダイガールズプロレスリング
- 第6代センダイガールズワールドジュニアチャンピオン
- じゃじゃ馬トーナメント 優勝（2020年）

スターダムアワード
- 技能賞（2024年）

## 得意技
チェックメイト
さよなら✌️
変形シットダウン式パワーボム
ドロップキック
流れ星　
ジャックナイフ式の前方回転エビ固め
流星龍
ステップ・オーバー・トーホールドを極めてからのドラゴン・スリーパー・ホールド。

## 入場曲
ステラ☆トラベラー
復帰時の入場曲にアレンジを加えた。曲名は変わらない。
ステラ☆トラベラー
レスラー復帰からしばらく使用。
星の伝説
マーベラス時代。